# Olympus E-410
Olympus E-410 är en digital systemkamera tillverkad av Olympus Corporation. E-410 är en uppföljare av den äldre modellen E-400, som var den första i 4-serien vilken ingår en större serie: se EVOLT-serien.

## Egenskaper
- Totalt 10,9 megapixel
- FourThirdsstandard
- Sensorstorlek 17.3x13 mm
- ISO 100-1600
- Slutartid 60 s- 1/4000 s
- 3 bilder/s
- 7 olika vitbalansinställningar
- Supersonic Wavesystem dust reduction